# Братківська
Бра́тківська — гора в Українських Карпатах, у масиві Ґорґани. Одна з вершин однойменного хребта.
Розташована на межі Надвірнянського району Івано-Франківської області та Тячівського і Рахівського районів Закарпатської області.
Висота гори 1788 м (за іншими даними — 1792 м). Вершина і привершинні схили вкриті кам'яними розсипищами й осипищами пісковикових уламків розміром до 3 м. Рослинність до висоти 1400—1600 м представлена ялиновими лісами, вище криволісся з сосни гірської (жерепу).
На північний захід від вершини розташована гора Ґропа (1763 м), за нею — Дурня (1709 м), на схід — гори Руська (1677 м) і Чорна Клева (1719 м); на південь/південний захід — перевал Околе, через який можна вийти на головний хребет масиву Свидовець (зелений маршрут).
Найближчі населені пункти: Бистриця, Чорна Тиса, Лопухів.

## Світлини

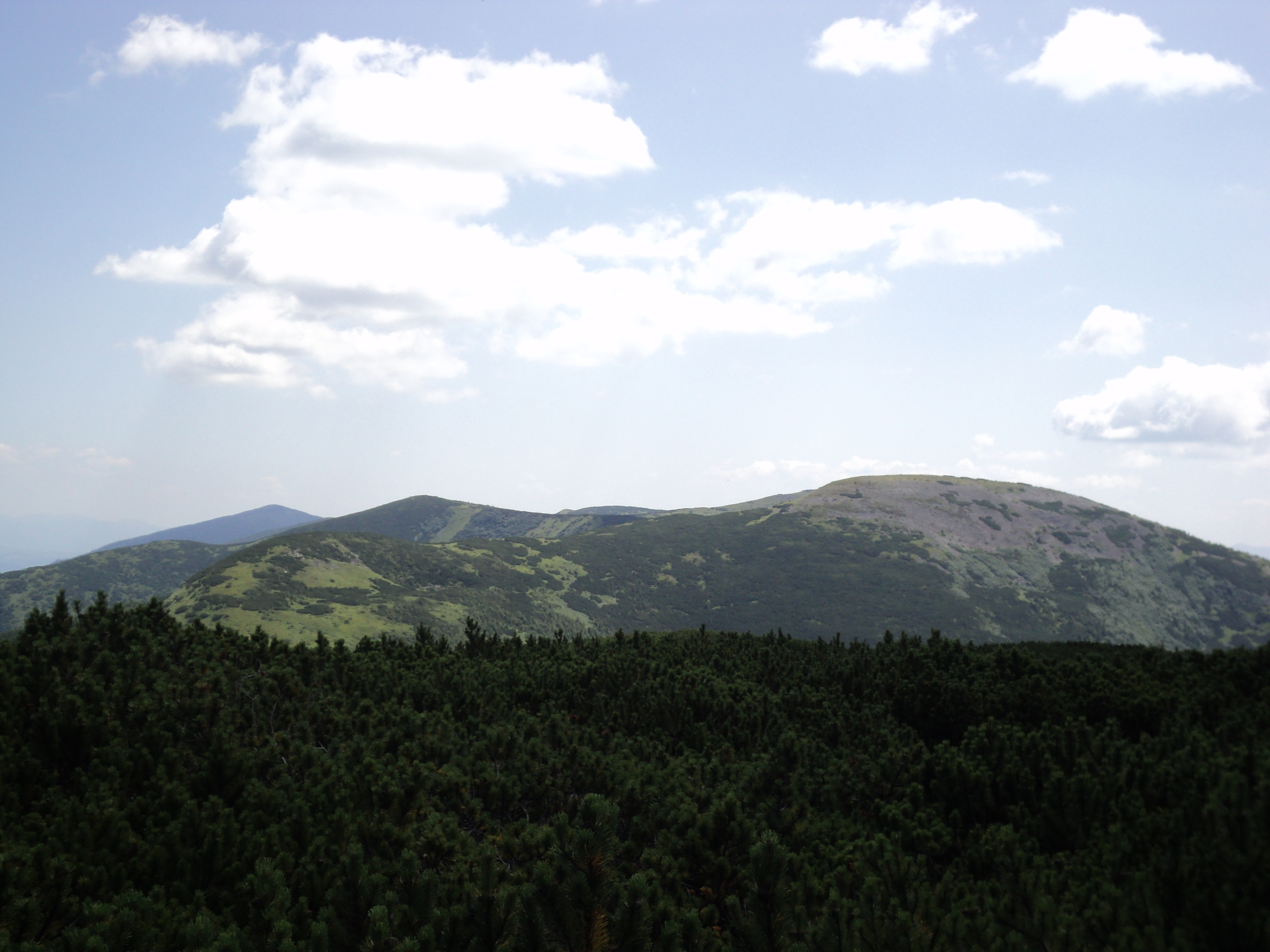
Гропа (крайня праворуч), Братківська (вдалині ліворуч) та Чорна Клева (за нею). Знимка з гори Дурня.
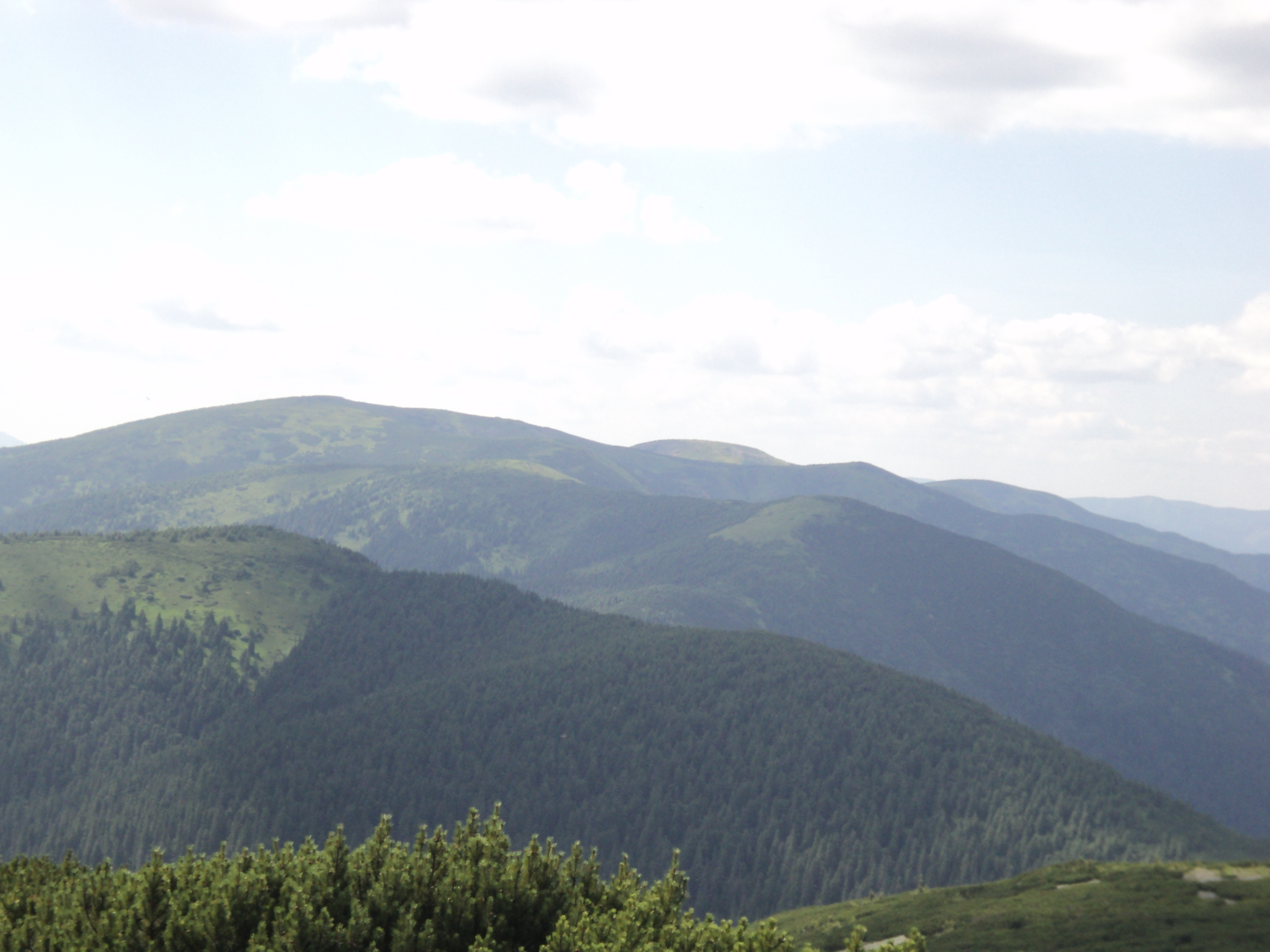
Руська на другому хребті крайня права вершина, найвища крайня ліва — Братківська, за нею вдалині — Гропа. Знимка із Чорної Клеви.